# Asami Sanada
Asami Sanada (真田 アサミ?, Sanada Asami; Prefettura di Nagano, 8 settembre 1977) è un'attrice e doppiatrice giapponese.
Ha doppiato il ruolo di Vita nella serie Magical Girl Lyrical Nanoha, Jun Sakurada nella serie Rozen Maiden, Kurumi Tokisaki nella serie Date A Live, Sawako Yamanaka nelle serie di K-On! e Dejiko in Di Gi Charat.

## Doppiaggio

### Anime
1999
- Di Gi Charat - Dejiko/Di Gi Charat
- Pokémon - Charmaine

2000
- I Cavalieri di Mon - Cooking King Pole of Heating, Meridionale
- UFO Baby - Seiya Yaboshi
- Invincible King Tri-Zenon - Ai Kamui

2001
- A Little Snow Fairy Sugar - Phil
- Angel Tales - Nana
- Mahoromatic - Chizuko Oe

2002
- Gekito! Crush Gear Turbo - Michael Steiner
- One Piece - Carol
- Lightning Attack Express - K-kun, Suguru Shinagawa
- Mahoromatic: Motto Utsukushii Mono - Chizuko Oe
- Yucie - Studente A (ep 8)
- Sister Princess: Re Pure - Ragazzo
- Galaxy Angel A - Cameriera Robo (ep 9)

2003
- Mouse - Uta Yukino
- Nanaka 17/6 - Domiko magico
- Di Gi Charat Nyo - Di Gi Charat / Dejiko (Cioccolato)
- Tantei Gakuen Q - Momoko Tachikawa
- Narutaru - Shiina Tamai
- The Galaxy Railways - Louis Fort Drake

2004
- Cromartie High School - Dejiko
- Kono minikuku mo utsukushii sekai - Mari Nishino
- Bleach - Hashigami, Kanisawa, Michuru Ogawa, Rizu, Tojoin Heita, Waineton, Zabimaru
- Rozen Maiden - Jun Sakurada

2005
- Pandalian - Kiddo
- Elemental Gerad - Serena
- Twin Princess - Principesse gemelle - Milky
- Amaenaideyo!! - Western Doll
- Akahori Gedō Hour Rabuge - Dedeko
- Mahō shōjo Lyrical Nanoha A's - Vita
- Rozen Maiden: Träumend - Jun Sakurada

2006
- Amaenaide yo!! Katsu!! - Kazuki Kazusano
- Kagihime Monogatari Eikyū Alice Rondo - Moyu Moegihara
- Hime-sama Goyojin - Rasse
- Sorezore no Tsubasa - Shiho Sakakibara
- La corda d'oro - Yunoki Azuma (giovane)
- Galaxy Angel II - Dark-ish Suspect (Di Gi Charat/Dejiko) (ep 5), Kamisama (Di Gi Charat/Dejiko) (ep 9), Kuroki
- Ginga Tetsudo Monogatari: Eien e no Bunkiten - Louise Fort Drake
- Code Geass: Lelouch of the Rebellion - Studentessa (ep 3), ragazza (ep 6)
- Twin Princess - Principesse gemelle - Atleta
- Venus to Mamoru - Emelenzia Beatrix Rudiger
- Rozen Maiden Ouvertüre - Jun Sakurada, Sarah
- Di Gi Charat: Giardino d'inverno - Di Gi Charat
- The Galaxy Railways: A Letter from the Abandoned Planet - Louise Fort Drake

2007
- Il cuore di Cosette - Daniel
- Mahō shōjo Lyrical Nanoha StrikerS - Vita
- Sayonara Zetsubou-Sensei - Matoi Tsunetsuki

2008
- Zoku Sayonara Zetsubo Sensei - Matoi Tsunetsuki
- Porfy no Nagai Tabi - Morris
- Noramimi - Smith
- Kure-nai - Tamaki Muto
- Antique Bakery - Keiichiro Tachibana (giovane)
- Strike Witches - Chris
- Negibōzu no Asatarō - Ringo no Orin

2009
- Maria Holic - Kanako Miyamae
- K-On! - Sawako Yamanaka
- Zan Sayonara Zetsubo Sensei - Matoi Tsunetsuki
- Mahoromatic I'm Home! - Chizuko Oe

2010
- Bakugan Battle Brawlers: New Vestroia - Purandon
- K-On!! - Sawako Yamanaka
- Digimon Fusion Battles - Spadamon

2011
- Freezing - Lewis L. Bridgette
- Nichijou - Studentessa
- Maria†Holic: Alive - Kanako Miyamae
- I signori dei mostri - Pato Keikain
- Mirai nikki - Future Diary - Reisuke Hōjō[2]

2012
- Jinrui wa suitai shimashita - Fata
- Koi to senkyo to chocolate - Hidaka Shiohama

2013
- Date A Live - Kurumi Tokisaki[3]
- Kakumeiki Valvrave - Eri Watari
- Rozen Maiden: Zurückspulen - Young Jun Sakurada[4]
- Freezing Vibration - Il giovane Lewis L. Bridgette
- Kakumeiki Valvrave (2astagione) - Eri Watarai

2014
- Inari, konkon, koi iroha - Kamu-O-Ichi-Hime
- Data A Live II - Kurumi Tokisaki
- PriPara - Garuru

2015
- Mahō shōjo Lyrical Nanoha ViVid - Vita

2017
- Chaos;Child - Mio Kunosato[5]

2018
- Fate/Extra Last Encore - Rani VIII

2019
- Data A Live III - Kurumi Tokisaki
- YU-NO: A Girl Who Chants Love at the Bound of this World - Sayless[6]

2020
- Date A Live Fragment: Date A Bullet - Kurumi Tokisaki[7]

2021
- Kaginado - Misuzu Kamio[8]

2022
- Data A Live IV - Kurumi Tokisaki
- Reiwa no Di Gi Charat - Di Gi Charat[9]

### Videogiochi
- K-On! Hokago Live!! (2010) - Sawako Yamanaka
- Fate/Extra (2011) - Rani VIII
- Tales of Xillia (2011) - Museo
- Tales of Xillia 2 (2012) - Museo
- Super Heroine Chronicle (2014) - Di Gi Charat[10]
- Fate/Extra CCC (2013) - Rani VIII
- Hyper Galaxy Fleet (2015) - Tominaga Kaoru
- Sakura Angels (2015) - Hikari[11]
- YU-NO: A Girl Who Chants Love at the Bound of this World (Remake 2017) - Sayless